# 1444 w polityce

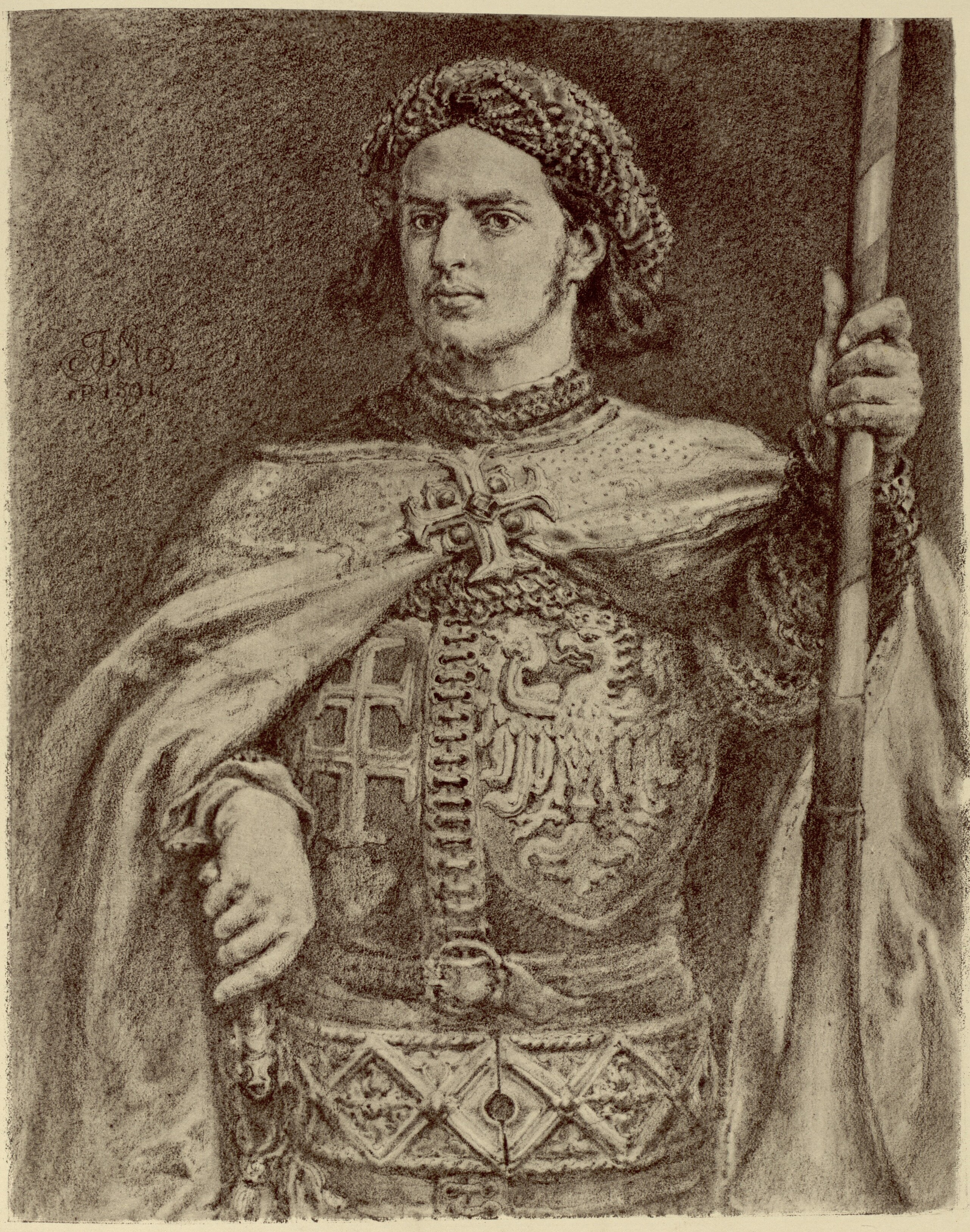
Jan Matejko, Portret Władysława III Warneńczyka

Wydarzenia polityczne w 1444 roku.

## Wydarzenia
- 10 listopada – Bitwa pod Warną. Ginie król polski Władysław III Jagiellończyk, nazwany później Warneńczykiem.

## Urodzili się
- 24 stycznia – Galeazzo Maria Sforza, książę Mediolanu.
- 28 czerwca – Charlotta, królowa Cypru (zm. w 1487)[1].

## Zmarli
- 10 listopada Giuliano Cesarini (zginął w bitwie pod Warną)[2].